# Matilde de Hackeborn
Matilde de Hackeborn (1240/1241 - 19 de novembre de 1298) va ser una santa cristiana saxona i monja benedictina. En el calendari benedictí modern, la seva festa se celebra en l'aniversari de la seva mort, el 19 de novembre. Va morir al monestir d'Helfta.

## Naixement i baptisme
Nascuda Matilde von Hackeborn-Wippra, vers el 1240 o el 1241, va pertànyer a una de les famílies més nobles i poderoses de Turíngia; la seva germana era la il·lustre abadessa Gertrudis de Hackeborn. La família de Hackeborn pertanyia a una dinastia dels barons de Turíngia que estava relacionada amb la família Hohenstaufen i tenia possessions al nord de Turíngia i a les muntanyes Harz. Alguns escriptors han considerat que Matilde von Hackeborn i Matilde von Wippra eren dues persones diferents, però, com que els barons de Hackeborn també eren els senyors de Wippra, era habitual que els membres d'aquesta família prenguessin el seu nom indistintament d'un d'aquests, o d'ambdós. Era tan fràgil quan va néixer, que les comadrones, temoroses que morís sense estar batejada, la van portar cap al sacerdot que es preparava per dir la missa. Era considerat com un home de «gran santedat» i, després de batejar la nena, es va dir que havia pronunciat unes paraules, que alguns van considerar profètiques: «Qui té por? Aquesta nena segurament no morirà, sinó que es convertirà en una santa religiosa en la qual Déu farà moltes meravelles i acabarà els seus dies amb una bona vellesa.»

## Primers anys
Quan Matilde tenia set anys, després d'haver estat portada per la seva mare en una visita a la seva germana gran Gertrudis, en aquella època monja del monestir cistercenc de Rodersdorf, es va quedar tan enamorada del claustre que els seus pietosos pares cediren a les seves peticions i li va permetre entrar a l'alumnat. Aquí, tenint molt en compte tant com en el cos, va fer progressos notables en virtut i aprenentatge.
Deu anys més tard (1258) va seguir la seva germana que, ja abadessa, havia traslladat el monestir a una hisenda a Helfta que li havien donat els seus germans Louis i Albert. Com a monja, Matilde es va distingir ràpidament per la seva humilitat, el seu fervor i aquella amabilitat extrema que l'havia caracteritzat des de la infantesa i que, com pietat, semblava gairebé hereditària en el seu clan. Va ingressar al convent i finalment es va convertir en la directora de l'escola del convent. Matilde es va ocupar de cuidar la biblioteca, il·luminar manuscrits i d'escriure els seus propis textos en llatí. Matilde va escriure moltes pregàries. L'any 1261, l'abadessa va comprometre a la seva cura a una nena de cinc anys que estava destinat a vessar glòria i fama sobre el monestir d'Helfta. Aquesta va ser Gertrudis, que en generacions posteriors es va fer coneguda com Santa Gertrudis la Gran.

## Dons musicals i espirituals
Va ser famosa pels seus talents musicals i va ser anomenada el "Rossinyol d'Helfta". Dotada d'una bella veu, Matilde també posseïa un talent especial per representar la música solemne i sagrada sobre la qual presidia com a domina cantrix. Durant tota la seva vida va ocupar aquest càrrec i va entrenar el cor amb un zel incansable. De fet, l'elogi diví era la paraula clau de la seva vida com és del seu llibre; En això mai va cansar, malgrat els seus continus i greus sofriments físics, de manera que en les seves revelacions Crist va arribar a anomenar-la el seu "rossinyol". Les ànimes que tenien set de consol o esperaven la llum buscaven el seu consell; els savis dominics la van consultar sobre assumptes espirituals. Al començament de la seva pròpia vida mística pot haver estat de Santa Matilde que sant Gertrudis la Gran va saber que els dons meravellosos que se li havien prodigat eren de Déu.

## Les Revelacions
El Senyor va dir a Matilde: «Tot el que tens i pel qual pots complaure'm ho tens de mi i per mi» (Santa Matilde de Hakeborn). En una visió extraordinària va percebre que «els detalls més petits de la creació es reflecteixen en la Santíssima Trinitat per mitjà de la humanitat de Crist, perquè és de la mateixa terra que els va produir que Crist va dibuixar la seva humanitat.»
Mentre que Juliana de Norwich (1342 - aproximadament 1416) va donar expressió a la idea de Déu com a mare, el concepte no es va originar amb ella. Sant Anselm de Canterbury (1033-1109) ja havia fomentat la devoció a "nostre Senyor, la nostra Mare" en les seves àmpliament usades Orationes. Els cistercencs i els cartoixans van difondre l'ús d'aquestes oracions en els seus monestirs; i dones com Margarida d'Oingt († 1310) i Matilde de Hackeborn († 1299) les van prendre.
En la descripció de les seves visions apareix Matilde de Hackeborn com una persona de temperament igual i gran dolçor de disposició. En les seves revelacions, Crist, la Verge i altres membres de la jerarquia del cel entren com realitats vivents. Ella està especialment aficionada als àngels, sobre els que imagina com els associats d'homes a la terra i al Cel.

## La Devoció dels Tres Ave Maria
Matilde estava angoixada per la seva salvació eterna i va pregar que la Verge Santa la ajudés a l'hora de la mort. La Santíssima Verge se li va aparèixer i la va tranquil·litzar, dient: «Sí, ho faré! Però vull, per la teva part, que recitis tres Ave Maria cada dia, recordant en el primer el poder rebut del Pare Etern, en el segon la saviesa rebuda del Fill, amb la tercera, l'amor amb què ha omplert l'Esperit Sant.» La Santíssima Verge li va ensenyar a pregar i a comprendre especialment com les tres meravelles honoren a les tres persones de la Santíssima Trinitat.

## Devoció al Sagrat Cor de Jesús
Matilde i Gertrudis d'Helfta es van convertir en ardents devotes i promotores del Sagrat Cor de Jesús després d'haver estat objecte de moltes de les seves visions. La idea d'escoltar el batec del cor de Déu era molt important per als sants medievals que alimentaven la devoció al Sagrat Cor. Dones com santa Matilde i santa Gertrudis († 1302) perceben el cor de Jesús com el pit d'una mare: així com una mare dona llet per alimentar al seu fill, Jesús en l'Eucaristia ens dona la seva sang de vida.
En una visió, Matilde va informar que Jesús va dir: «Al matí, deixeu que el vostre primer acte sigui saludar el meu cor i oferir-me el vostre. Qui respira un sospir cap a mi, em dibuixa a si mateix.»
En una de les visions Matilde afirma que Jesús, després d'haver-se presentat a ella, li va ordenar que l'estimés amb ardor i que honrés el seu Sagrat Cor en el Santíssim Sagrament tant com fos possible. Ell li va donar el seu Sagrat Cor com a promesa del seu amor, com a lloc de refugi durant la seva vida i com a consol a l'hora de la seva mort. A partir d'aquest moment, Matilde va tenir una extraordinària devoció al Sagrat Cor, i va rebre gràcies tan grans que estava acostumada a dir que si havia d'anotar tots els favors i totes les benediccions que havia rebut per mitjà d'aquesta devoció, un gran llibre no els podria contenir.
En un altre, Jesús mateix va recomanar-li l'Evangeli. A l'obrir-li la ferida del seu cor més suau, li va dir: «Considereu com de magnífic és el meu amor: si voleu saber-ho bé, no ho trobareu més clar que a l'Evangeli. Ningú no ha expressat mai sentiments més forts o més tendres que aquests: com el meu Pare m'ha estimat, així us he estimat». Els seus relats d'aquestes visions van ser compilats posteriorment en el "Liber Specialis Gratiae".

## El llibre de la Gràcia Especial
Als 50 anys, Matilde va patir una greu crisi espiritual, així com un patiment físic. Va saber que dues religioses en les quals havia confiat especialment havien rebutjat els favors espirituals que li havien concedit. Molt preocupada per això, Matilde, primer va recórrer a la pregària. Tenia una visió de Crist que tenia a la mà el llibre de les seves revelacions, i deia: «Tot això t'has compromès a escriure per la meva voluntat i la seva inspiració, i, per tant, no tens cap causa per preocupar-te.» També li va dir que desitjava que aquest llibre fos anomenat " El llibre de la Gràcia Especial", perquè seria prou com per a molts. Quan la santa va comprendre que el llibre tendia a la glòria de Déu, va deixar de preocupar-se i fins i tot va corregir el manuscrit. Algunes autoritats creuen que una de les autores va ser santa Gertrudis la Gran. Immediatament després de la seva mort, es va fer públic, i les còpies es van multiplicar ràpidament, degut principalment a l'àmplia influència dels predicadors dels frares.
Boccaccio explica com, pocs anys després de la mort de Matilde, el llibre de les seves revelacions va ser portat a Florència i es va popularitzar sota el títol de "La Laude di donna Matelda.", promovent la devoció a la misericòrdia divina superabundant del Sagrat Cor de Jesús. Es diu que els florentins solien repetir diàriament davant de les seves imatges sagrades els elogis après del llibre de San Matilde. Santa Gertrudis exclamà: «Mai no ha sorgit cap semblant a ella en el nostre monestir, ni, per ventura, em temo que alguna vegada sorgirà un altre!» 
Quatre segles més tard, s'imprimiren llibrets amb l'estil de l'emblema que havia fet la devoció tan estesa a Europa
fins i tot a les terres on les esglésies reformades protestants eren en ascensió, es va elevar sota aquest nom a una festa universal sobre el calendari litúrgic amb la missa i l'ofici propi compost per un clergue francès, Sant Joan Eudes (una altra religiosa santa Margarida Maria Alacoque va difondre la devoció entre els fidels illetrats urbans de França, amb nombrosos testimonis de les seves visions sobrenaturals de la passió de Crist imaginades com un cor perfectament inflamat, envoltat d'espines).
Matilde va morir al monestir de Helfta, el 19 de novembre de 1298. La seva festa se celebra l'aniversari de la seva mort. Amb el de Santa Gertrudis, el cos de santa Matilde més probable és que encara reposi al Vell Helfa, encara que el punt exacte es desconeix.

## LaDonna Mateldade Dante
Els crítics sempre han quedat perplexos perquè un dels personatges introduïts per Dante en el seu Purgatori porta el nom de Matelda. Després d'ascendir set terrasses d'una muntanya, sobre cadascuna de les quals es du a terme el procés de purificació, Dante, al Cant XXVII, escolta una veu cantant: «Venite, benedicti patris mei»; a continuació, més tard, al Cant XXVIII, sembla se li apareix a la riba oposada una misteriosa dama, solitària, bella i gentil. A ella es dirigeix Dante; i és ella qui l'inicia en secrets, que no li són donats a Virgili, i és per a ella que Beatriu fa referència a Dante amb les paraules: «Ves amb Matilda que ella t'ensenya a tu»
El model de Matilde de l'ascensió de l'ànima proporcionà la inspiració per al seu tractament poètic de la Muntanya de set terrasses del Purgatori, una per a cada virtut (o més exactament una per a cada de la purga -o despreniment de- cada un dels set vicis) en el del qual apareix en els seus cants de tancament del segon llibre de la seva Divina Comèdia.
La majoria dels comentaristes han identificat a Matilda amb la guerrera-comtessa de Toscana, la filla espiritual i campiona sense pietat de sant Gregori VII, però tots estan d'acord que més enllà del nom, les dues tenen poc o res en comú. En més llocs del que una de les revelacions concedides a les místiques d'Helfta sembla que al seu torn s'han convertit en les inspiracions del poeta florentío. Tots els escriptors de Dante reconeixen el seu deute vers sant Agustí, el Pseudo-Dionís, sant Bernat i Ricard de Sant Victor. Són precisament els escriptors les doctrines dels quals havien estat més assimilades per les místiques d'Helfta i, per tant, més atractius per a les simpaties del poeta.
Dante no podia haver estat estrany en un llibre tan popular entre els seus conciutadans. El Purgatori es va acabar entre 1314 i 1318, o el 1319, gairebé el moment en què el llibre de Santa Matilde era popular. Aquesta interpretació es recolza en el fet que Santa Matilde en el seu Llibre de gràcia especial (pt. I, XIII) descriu el lloc de la purificació sota la mateixa figura d'una muntanya de set terrasses. Per un altre entre molts punts de semblança entre els dos escriptors es comparar Purgatori, Cant XXXI, on Dante és dibuixat per Matilde a través del misteriós corrent amb pt. II, c. Ii. del Liber specialis Gratiae. No obstant això, molts estudiosos consideren que és més probable que la figura de Matilde a La comèdia divina s'havia inspirat en la mística Matilde de Magdeburg.